# Sexify
Sexify est une série télévisée polonaise diffusée sur la plate-forme Netflix à partir du 28 avril 2021.

## Synopsis
Natalia, une étudiante en sciences, présente un projet universitaire avec d'autres étudiants, mais un seul projet sera retenu. Le professeur chargé de choisir lui explique que son application sur le sommeil est très bonne mais qu'elle n'est pas assez « sexy ». Constatant que tout le monde autour d'elle ne pense qu'au sexe, elle décide alors d'orienter son application sur l'optimisation de l'orgasme féminin. Mais étant vierge, elle a besoin de l'aide d'autres étudiantes. Son amie catholique Paulina est insatisfaite par son fiancé militaire qui ne pense pas à son plaisir à elle. Monika de son côté ne manque aucune occasion de s'envoyer en l'air.

## Distribution
- Aleksandra Skraba (VF : Léopoldine Serre) : Natalia Dumała
- Maria Sobocińska (VF : Lila Lacombe) : Paulina
- Sandra Drzymalska (VF : Sarah Barzyk): Monika Nowicka
- Kamil Wodka (VF : Hadrien Berthaut) : Rafał, le rival de Natalia
- Małgorzata Foremniak (VF : Juliette Degenne) : Joanna, la mère de Monika
- Cezary Pazura (VF : Julien Kramer) : Marek, le père de Monika
- Piotr Pacek (VF : Aurélien Raynal) : Mariusz, le fiancé de Paulina
- Bartosz Gelner (VF : Maxime Baudouin) : Konrad, l'ex de Monika
- Jan Wieteska (VF : Félix Radu) : Adam
- Wojciech Solarz (VF : Fabrice Lelyon) : le professeur Krynicki
- Sebastian Stankiewicz (VF : Tanguy Goasdoué) : Jabba, le patron gay de Natalia
- Ewa Szykulska : la concierge de la cité U
- Zbigniew Zamachowski : le doyen de l'université
- Maria Kowalska :  Violetta, panéliste (saison 2, épisode 8)

Version française
- Mathieu Richer (Directeur Artistique de la VF)

## Production

### Fiche technique
- Création : Agata K. Koschmieder et Małgorzata Biedrońska
- Scénario : Kalina Alabrudzinska, Piotr Domalewski
- Réalisation : Kalina Alabrudzinska, Piotr Domalewski
- Photographie : Mikołaj Łebkowski
- Montage : Jagna Janicka et Mirosław Mietek Koncewicz
- Musique : Radzimir Dębski (Jimek)
- Producteurs :
- Production : Akson Studio
- Langues : polonais

## Accueil critique
Télérama applaudit « une série réjouissante qui détonne forcément, au sein d’un pays ultraconservateur ».
« Brillamment porté par un casting de jeunes actrices talentueuses, le programme est une vraie surprise », pour Allociné qui conclut : « le programme fait presque office d'œuvre rebelle, et donc politique, dans ce contexte brûlant ».